# Lady J
Lady J (ou Lady Jaye derivado de Jaye Burnett) é uma personagem da série de filmes e a linha de brinquedos G.I. Joe.
Em 2013, no filme G.I. Joe: Retaliation ela é interpretada por Adrianne Palicki.

## Ligações Externas
- Lady J. no IMDb.